# Felipe Beno
Felipe Biyogo Edjang Obono, más conocido como Felipe Beno (Ebebiyín, Guinea Ecuatorial, 27 de abril de 1989) es un profesor, investigador, activista y escritor ecuatoguineano enfocado en el cambio social mediante la novela y el ensayo. En sus ensayos, realiza una crítica constructiva al capitalismo mediante una posible compatibilidad con la democracia, pero advierte que los avances en la lucha contra la pobreza se han producido en un contexto en el que los beneficios de la globalización se han concentrado en un segmento minoritario de la población; el de las personas más ricas, principalmente en los países descolgados del desarrollo. El resultado es un ascenso impactante de la desigualdad mundial, la penuria, la inmigración, el racismo, la corrupción sistematizada de los autoritarismos, la violencia internacional, el neocolonialismo, el cambio climático y la multiplicación de enfermedades globales, fenómenos que entran en colisión con el estado del bienestar. Como novelista, promueve un activismo democrático capaz de erradicar el conformismo social y el populismo político arraigados en la sociedad ecuatoguineana.
Se licenció en Ciencias Políticas y Ciencias de la Administración en la Universidad del País Vasco. Actualmente, está iniciando un programa de doctorado en el área de los derechos humanos y de los poderes públicos.

## Trabajos
- Política para politólogos (2016)
- Política para politólogos 2 (2017)
- La batalla del límite (2016)
- Un mundo  catastrófico (2019)
- Un mundo  catastrófico 2.ª ed. (2022)
- El código perdido (2022)
- Sedición (2023)